# Sassafras
Sassafras (Sassafras albidum) är en art i familjen lagerväxter från centrala och nordöstra USA, samt sydöstra Kanada. 
Sassafras är ett av aromämnena i drycken root beer.

## Utseende
Trädet når en höjd av 10 till 18 meter. Från rotsystemet kan det uppstå nya träd. De cirka 16 cm långa bladen blir under hösten gula, orange eller röda.

## Utbredning
Utbredningsområdets västra gräns ligger i Illinois, Missouri, östra Oklahoma och östra Texas. Den norra gränsen ligger i sydvästra Maine och södra Ontario. I syd når arten centrala Florida. Arten växer i låglandet och i bergstrakter upp till 1500 meter över havet. I några skogar är sassafras tillsammans med persimon (Diospyros virginiana) det dominerande trädet. I andra skogar hittas arten beroende på utbredning tillsammans med Quercus ilicifolia, Liquidambar styraciflua, blomsterkornell (Cornus florida), Fagus grandifolia samt arter av almsläktet och hickorysläktet.
I Europa hittas sassafras som prydnadsväxt i parker och trädgårdar.

## Sassafrasolja
Sassafrasolja är en eterisk olja, som kan utvinnas av rötterna från Sassafras albidum, vilken växer i USA och i norra Mexiko. Roten skördas i långa, upp till armstjocka stycken, som har en brun- till rödfärgad, mjuk, lätt och svampig ved.

### Framställning
Oljan utvinns genom destillation med vattenånga, varvid barken ger ett utbyte av 6 – 9 % olja och veden något mindre än 1 %.

### Egenskaper
Oljan är en gul till gulröd vätska med mycket behaglig doft. Den innehåller ca 80 % safrol, något kamfer, flera kolväten och en liten mängd eugenol, som finns i nejlikolja.

### Användning
Sassafrasolja kommer till användning för parfymtillverkning och vid framställning av likörer.
Nordamerikas ursprungsbefolkning använde rötterna på samma sätt som tobak. I Europas traditionella medicin användes oljan för att öka produktionen av urin. Det visade sig att oljan är skadlig för njurarna.

## Hot
Arten kan drabbas av en sjukdom som orsakas en svamp (Raffaelea lauricola) som överförs av skalbaggen Xyleborus glabratus. Hela populationen antas vara stabil. IUCN listar arten som livskraftig (LC).